# Meer van Bohinj
Het Meer van Bohinj ligt in de vallei van Bohinj bij Bohinj in de regio Gorenjska in Slovenië. De dichtstbijzijnde grotere plaats is Jesenice.
Het meer is met circa 3,18 km² het grootste meer van Slovenië. Het is circa 4,5 km lang en 1 km breed. Het meer is gemiddeld 30 meter diep en het diepste punt ligt op 45 meter onder het wateroppervlak. Het ligt op circa 520 meter boven zeeniveau. Het is gelegen in het noorden van het land, in het Nationaal park Triglav bij Triglav.
Het meer wordt omgeven door hoge bergwanden en in de omgeving is een wandelgebied.
De belangrijkste plaats aan het meer is het aan de oostelijke oever gelegen Ribčev Laz. Enkele kilometers lager in de vallei ligt de plaats Bohinjska Bistrica.
De (hoofd)rivier die uitkomt in het meer is de Sava Bohinjska.
Boven de zuidoever van het meer ligt skicentrum Vogel.

## Bezienswaardigheden
- Savica-waterval (Slap Savica)
- Mostnicakloof